# Kaltgestellt
Kaltgestellt ist ein deutscher Spielfilm aus dem Jahre 1980.

## Handlung
Die Bundesrepublik Deutschland Ende der 1970er Jahre. Die Atmosphäre in der Republik ist im Zeichen des Deutschen Herbst durch den RAF-Terrorismus angespannt. Der Geheimdienst sucht Verfassungsfeinde im Öffentlichen Dienst. Ein Schüler an einer West-Berliner Berufsschule begeht Selbstmord. Er hatte seine Mitschüler als V-Mann bespitzelt. Körner ist ebenfalls V-Mann beim Verfassungsschutz und sucht Kontakt zu Lehrer Brasch, der den Schüler unterrichtet hat. Brasch soll ebenfalls als V-Mann arbeiten. Von Körner erfährt er von der Tätigkeit des Schülers. Brasch ist empört über das Ansinnen Körners, lehnt ab und geht mit seinen Informationen an die Öffentlichkeit. Er löst jedoch keinen Skandal aus, sondern wird aus dem Schuldienst entlassen. Körner wird daraufhin ebenfalls suspendiert und trifft sich ein letztes Mal mit Brasch, bevor er sich nach Ost-Berlin absetzt. Körner übergibt Brasch seine Dossiers. Brasch wird durch sein Mitwissen und durch den Besitz der Dokumente zum Staatsfeind. Seine Wohnung wird durchsucht. Brasch verliert das Sorgerecht für seine Tochter. Er fühlt sich vom Staat in die Enge getrieben und versucht, durch ein Gespräch mit dem Berliner Innensenator sein Leben wieder in ruhige Bahnen zu bringen. Bei dem Gespräch versucht jedoch der Verfassungsschutz, Brasch festzunehmen. Er macht einen Fluchtversuch und wird angeschossen.

## Kritiken
- Lexikon des internationalen Films: Politthriller vor dem zeitgeschichtlichen Hintergrund von Radikalenerlass, Abhöraffären und Gesinnungsprüfung, der geschickt und spannend vom lautlosen Kampf eines Einzelgängers gegen seine unsichtbaren Feinde erzählt. Als Entlarvung bundesdeutscher Wirklichkeit hat die melodramatische Story jedoch zu wenig Beweiskraft.

## Auszeichnungen
Der Film lief im Wettbewerb der Filmfestspiele von Cannes 1980, ging bei der Preisvergabe jedoch leer aus.